# Gregorio Gananian
Gregorio Gananian (São Paulo, 10 de outubro de 1984) é um cineasta brasileiro.
Descendente de armênios, Gananian dirigiu com Danielly Kaufmann o filme Inaudito, sobre Lanny Gordin, instrumentista reconhecido por sua contribuição na Tropicália.
Em 2013, fundou com Danielly Kaufmann a produtora Zaum Cinema.
Dirigiu o clipe de "Trevas" de Jards Macalé, lançado em 2019. Em 2011, dirigiu o espetáculo do cantor, Sinfonia de Jards, realizado ao longo de 3 dias no Teatro Oficina e no Sesc Santo Amaro e em 2014 a opereta Gilberto Mundus. Com José Roberto Aguilar, realizou a videoinstalação Olhar do boto, no Sesc Consolação.
Junto a Negro Leo, dirigiu o filme "Aquele que viu o abismo", lançado em 2023, vencedor do Troféu Carlos Reichenbach na 27ª Mostra de Cinema de Tiradentes.

## Filmografia

### Cinema
| Ano  | Filme                   | Papel   | Papel      | Papel    |                                      |
| Ano  | Filme                   | Diretor | Roteirista | Produtor | Notas                                |
| ---- | ----------------------- | ------- | ---------- | -------- | ------------------------------------ |
| 2011 | Sinfonia de Jards       | Sim     | Sim        | Sim      | Co-dirigido por Francisco França.    |
| 2011 | Vias Veias              | Sim     | Sim        | Sim      | Co-dirigido por Danielly Kaufmann.   |
| 2017 | Inaudito                | Sim     | Sim        | Sim      | Co-dirigido por Danielly Kaufmann.   |
| 2017 | Olhar do boto           | Sim     | Sim        | Sim      | Co-dirigido por José Roberto Aguilar |
| 2020 | A Guerra de Michael     | Sim     | Sim        | Sim      | Co-dirigido por Daniel Tagliari      |
| 2020 | Tomoaki                 | Sim     | Sim        | Sim      | Co-dirigido por José Roberto Aguilar |
| 2020 | g.m. - 8 cantos         | Sim     | Sim        | Sim      |                                      |
| 2021 | Nenhuma Fantasia        | Sim     | Sim        | Sim      | Co-dirigido por Negro Leo            |
| 2023 | Aquele que viu o abismo | Sim     | Sim        | Sim      | Co-dirigido por Negro Leo            |

### Vídeos musicais
| Ano  | Título             | Artista      | Notas                           |
| ---- | ------------------ | ------------ | ------------------------------- |
| 2016 | "Fera Mastigada"   | Negro Leo    |                                 |
| 2017 | "Action Lekking A" | Negro Leo    |                                 |
| 2019 | "Trevas"           | Jards Macalé | Co-dirigido por Gabriel Kerhart |